# 韋塞萊 (尼古拉耶夫區)
47°31′11″N 32°5′56″E / 47.51972°N 32.09889°E
韋塞萊（烏克蘭語：Веселе）是烏克蘭南部的村莊，由尼古拉耶夫州尼古拉耶夫區的蘇希埃拉涅齊市鎮負責管轄。該村始建於1861年，面積0.48平方公里，海拔高度33米，2001年人口119，人口密度每平方公里247.9人。